# 宗懍
宗 懍（そう りん、生没年不詳）は、中国の南北朝時代の人物。『荊楚歳時記』の著者として知られる。字は元懍。本貫は南陽郡涅陽県。

## 経歴
南朝梁の山陰県令の宗高之の子として生まれた。幼い頃から読書を好み、故事を引用してみせたので、郷里では小児学士と呼ばれた。普通6年（525年）、秀才に挙げられた。湘東王蕭繹が荊州に駐屯すると、長史の劉之遴に命じて宗懍を呼び出させた。宗懍はその日のうちに引見を受けて、記室に任じられた。あるとき宿省に召し出されて、「龍川廟碑」の原稿を制作するよう命じられると、一夜にして書き上げて翌朝に蕭繹に披露し、蕭繹の賞賛を受けた。大同6年（540年）、蕭繹が江州に移鎮すると、宗懍はその下で刑獄参軍となり、掌書記を兼ねた。臨汝県・建成県・広晋県の3県令を歴任した。母の喪に服すため職を去った。
蕭繹が再び荊州刺史になると、宗懍は別駕・江陵県令となった。元帝（蕭繹）が即位すると、抜擢されて尚書侍郎となり、信安県侯に封じられた。吏部郎中・五兵尚書・都官尚書・吏部尚書を歴任した。侯景の乱が平定され、元帝が都を建康にもどす議論をはじめたが、宗懍のみが楚地に都を置くよう主張したのは、その郷里が荊州だったためである。
恭帝元年（554年）、西魏の于謹が江陵を陥落させると、宗懍は王褒らとともに西魏に降って関中に入った。宇文泰は宗懍を名士として礼遇した。孝閔帝元年（557年）、北周の孝閔帝が即位すると、宗懍は車騎大将軍・儀同三司の位を受けた。明帝が即位すると、王褒らとともに麟趾殿で群書の校正にあたった。保定年間に死去した。享年は64。文集20巻があって当時に通行した。

## 逸話
宗懍が母の喪に服すと、哀哭のあまり血を吐き、20日のうちに息絶えて蘇生すること3度であった。かれが哭くと廬舎のそばに数千の鳥たちが集まり、哭きやむと去ったと伝えられる。

## 伝記資料
- 『周書』巻42 列伝第34
- 『梁書』巻41 列伝第35
- 『北史』巻70 列伝第58